# Basit Abdul Khalid
Basit Abdul Khalid est un footballeur ghanéen né le 10 août 1996 à Accra. Il joue au poste d'attaquant.

## Biographie
Formé à Dreams FC, il part en mars 2016 au FC Pristina. Il remporte avec cette équipe une Coupe du Kosovo, en battant le KF Vëllaznimi en finale, après une séance de tirs au but.
Lors de la saison 2018-2019, il s'engage avec le club albanais du KF Teuta.
Il joue ensuite en faveur du club macédonien du Makedonija Skopje. Il inscrit avec cette huit buts en championnat, en une demie saison.
En janvier 2021, il signe en faveur de l'Espérance Tunis mais quitte le club après 6 mois en juillet 2021.

## Palmarès
FC Pristina
- Coupe du Kosovo (1) : 
  - Vainqueur : 2017-18.

 Espérance de Tunis
- Championnat de Tunisie (1)
  - Vainqueur : 2021

 Sheriff Tiraspol
- Championnat de Moldavie (1)
  - Vainqueur : 2022
- Coupe de Moldavie (1)
  - Vainqueur : 2021-2022

 Makedonija Skopje
- Coupe de Macédoine du Nord (1)
  - Vainqueur : 2022-2023